# Геофізичний канал зв'язку
Геофізи́чний кана́л зв'язку́ (рос.геофизический канал связи, англ. geophysical communications, нім. geophysikalische Kommunikation) — сукупність пристроїв для передачі інформації через гірські породи і завали шляхом прослуховування шумів (ударів, розмов і т.і.) за допомогою сейсмічної техніки.